# Can Paula Pinyol
Can Paula Pinyol és un edifici amb façana a la cèntrica Plaça de la Corona de la ciutat de Granollers (Vallès Oriental) protegida com a bé cultural d'interès local. L'activitat industrial del segle XIX portà la indústria tèxtil a Granollers, que començà la seva creixença amb les manufactures cotoneres i llurs indústries auxiliars, que van estendre la trama urbana fora del recinte emmurallat i prop de les vies de comunicació, iniciant l'allargament del nucli entre el  Congost i el ferrocarril de França. És així com la carretera Barcelona-Ribes es converteix en l'eix de la ciutat: zona d'eixample al final del segle XIX, on trobem representats els moviments arquitectònics dels darrers cent anys, com ara, Casa Torrabadella, casa Trullàs, el Nou Museu o Casa Pinyol.
Edifici entre mitgeres, té un soterrani, una planta baixa i dos pisos. La seva façana es compon simètricament: coronada per una balustrada, amb florons i un frontó amb la data, la planta i el cos central està fet amb carreus i la resta està estucat amb una decoració floral geomètrica de color verd clar. El portal d'entrada està fet a partir d'un arc escarser amb tres grans cartel·les que fan de suport a la balconada i recauen a les impostes i la clau de l'arc. Les finestres del primer pis, amb frontó, i les del segon, amb arc pla amb llinda en forma de tarja de ventall amb traceria de pedra, formen part d'aquesta barreja d'elements que, juntament amb el frontó i la barana, li donen un caràcter eclèctic a aquest edifici.